# Heterostegane aurantiaca
Heterostegane aurantiaca är en fjärilsart som beskrevs av W. Warren 1894. Heterostegane aurantiaca ingår i släktet Heterostegane och familjen mätare. Inga underarter finns listade i Catalogue of Life.